# Santa y Andrés
Santa y Andrés es una película dramática coproducida internacionalmente en 2016 escrita y dirigida por Carlos Lechuga.
La película tuvo su estreno mundial en la sección Contemporary World Cinema en el Festival Internacional de Cine de Toronto 2016. Se exhibió en los festivales de cine de San Sebastián, Zúrich, Chicago, Gotemburgo, Miami, Cartagena y Guadalajara, entre otros. También se seleccionó inicialmente para su proyección en el Festival de Cine de La Habana 2016, que en 2014 otorgó su premio "Guión No Producido" al guion de la película, pero posteriormente fue excluida por instigación del Instituto Cubano del Arte e Industria Cinematográficos. Después de haber sido invitada inicialmente al Festival de Cine de La Habana en Nueva York en abril de 2017, la película fue relegada a una proyección especial, según Variety, debido a la presión del ICAIC, y luego, en señal de protesta, fue retirada por Lechuga. La película también marcó el comienzo de la radicalización política del director, quien inicialmente se distanciaría del contenido político de su obra, hasta crecer en oposición abierta al gobierno cubano, culminando en la publicación del libro Ni Santa, ni Andres (2022). 

## Sinopsis
En 1983, Cuba, Andrés, un novelista gay disidente es puesto bajo arresto domiciliario por su orientación sexual e ideológica. Santa, una campesina local que trabaja en una granja estatal, está asignada a vigilarlo de cerca por tres días consecutivos, evitando que interrumpa un evento político y atraiga la atención de periodistas extranjeros. Se forma una amistad poco probable entre los dos, ya que ambos se dan cuenta de que tienen mucho en común.

## Reparto
- Jorge Abreu
- Lola Amores
- Eduardo Martinez